# Manavá (matemático)
Manavá (India, años 750 a. C. - 690 a. C.) fue un religioso, matemático, geómetra y escritor indio, autor del Manavá-sulba-sutra, uno de los Sulba-sutras (textos sobre geometría).

## Nombre sánscrito
- mānavá, en el sistema AITS (alfabeto internacional para la transliteración del sánscrito).
- मानव, en escritura devanagari del sánscrito.
- Pronunciación: /manavá/.[2]
- Etimología: ‘descendiente de Manu’, ‘humano’.[2]

## Contexto
El Sulba-sutra de Manavá no es el más antiguo (el más antiguo es el de Baudhaiana), ni tampoco es uno de los más importantes (ya que hay al menos tres Sulba-sutras que se consideran más importantes).
Los historiadores afirman que Manavá debe de haber nacido hacia el 750 a. C.
Posiblemente Manavá no haya sido un matemático en el sentido en que se entiende en la actualidad. Tampoco debe de haber sido un escriba que simplemente copiaba manuscritos (como Ahmes).
Sin duda debe de haber sido un erudito, pero posiblemente no estaba interesado en la matemática por sí misma, sino que solo estaba interesado en utilizarla con fines religiosos. Sin lugar a dudas, escribió el Shulba-sutra con el fin de dejar establecidas normas para los rituales religiosos védicos y parece casi una certeza que el propio Manavá habría sido un sacerdote védico.

## El «Manavá-sulba-sutra»
La matemática que aparece en el Sulba-sutra está ahí solo para permitir la construcción precisa de altares para los sacrificios. Del texto se deduce que Manavá, además de sacerdote, debe haber sido un hábil artesano.
El Manavá-sulba-sutra ―como todos los otros Sulba-sutras― contiene construcciones aproximadas de círculos a partir de cuadrados, y de cuadrados a partir de círculos, que pueden ser considerados como dar valores aproximados de π. Parece por lo tanto, diferentes valores del número π (la razón matemática entre la longitud de una circunferencia y su diámetro, que actualmente se sabe que equivale a 3,14159265...).
Cada construcción de altares a lo largo de todo el texto, presenta un valor diferente del número π.
El valor más cercano (25/8 = 3,125) lo encontró R. C. Gupta realizando una complicada interpretación de los versículos 11,14 y 11,15.